# Zingiber corallinum
Zingiber corallinum är en enhjärtbladig växtart som beskrevs av Henry Fletcher Hance. Zingiber corallinum ingår i släktet Zingiber och familjen Zingiberaceae. Inga underarter finns listade i Catalogue of Life.